# محمدقلی خان مخبرالملک
محمدقلی خان مخبرالملک از بازاریهای تهرانی بود، که در دوره نخست بعنوان نماینده تهران در مجلس شورای ملی حضور داشت.